# Estadio Benito Juárez
Estadio Benito Juárez is een stadion in Oaxaca, Mexico. Het wordt voornamelijk gebruikt voor honkbal. Het stadion heeft een capaciteit van 10.000 man. Het werd geopend in 1950.